# Czersk (gmina w województwie warszawskim)
Czersk (1867–1870 Machcin) – dawna gmina wiejska istniejąca do 1954 roku w woj. warszawskim. Siedzibą władz gminy przed II wojną światową był Czersk, a po wojnie miasto Góra Kalwaria (odrębna gmina miejska).
Gmina powstała w połowie 1870 roku Królestwa Polskiego w guberni warszawskiej w powiecie górnokalwaryjskim z obszaru dotychczasowej gminy Machcin. W związku ze zniesieniem powiatu górnokalwaryjskiego w 1879 gminę przyłączono do powiatu grójeckiego w tejże guberni.
W okresie powojennym gmina Czersk należała do powiatu grójeckiego w woj. warszawskim. 29 listopada 1948 roku część obszaru gminy Czersk przyłączono do Góry Kalwarii (gromadę Weteranów.
1 lipca 1952 gmina weszła w skład nowo utworzonego powiatu piaseczyńskiego w tymże województwie. Równocześnie z części obszaru gminy Czersk (z gromad  Adamów, Barcice, Dobięcin, Gaj Żelechowski, Grabina, Janina, Jurandów, Kozłów, Ludwików, Machcin, Marynin, Podosowa, Potycz, Rososz, Rososzka, Staniszewice, Zadębie, Zalesie, Żelazna, Żelechów i Żelechów Nowy (oraz z gromady Borowe z gminy Konary) utworzono nową gminę Rososz w powiecie grójeckim, a część gromad (Bory Sułkowskie, Chynów, Grobice, Jakubowizna, Michalików, Nowe Grobice, Sułkowice, Wenszelówka, Widok i Wola Chynowska) przyłączono do gminy Drwalew w powiecie grójeckim.
Po tych zmianach gmina składała się (według stanu z dnia 1 lipca 1952 roku) z 16 gromad: Aleksandrów, Borki, Brzumin, Buczynów, Coniew, Czaplin, Czersk, Dębówka, Karolina, Kępa Radwankowska, Królewski Las, Linin, Ostrówik, Pęcław, Podgóra i Wincentów.
Jednostka została zniesiona 29 września 1954 roku wraz z reformą wprowadzającą gromady w miejsce gmin. Po reaktywowaniu gmin z dniem 1 stycznia 1973 roku gminy Czersk nie przywrócono a jej dawny obszar wszedł głównie w skład gminy Góra Kalwaria.